# Casque de protection pour l'industrie

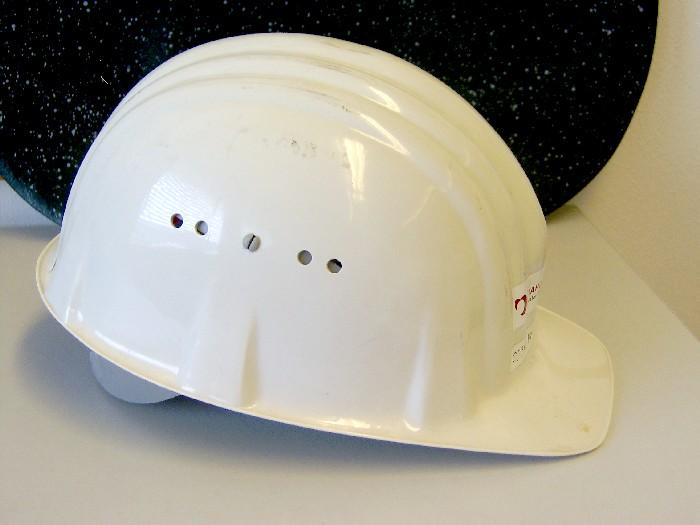
Casque thermoplastique

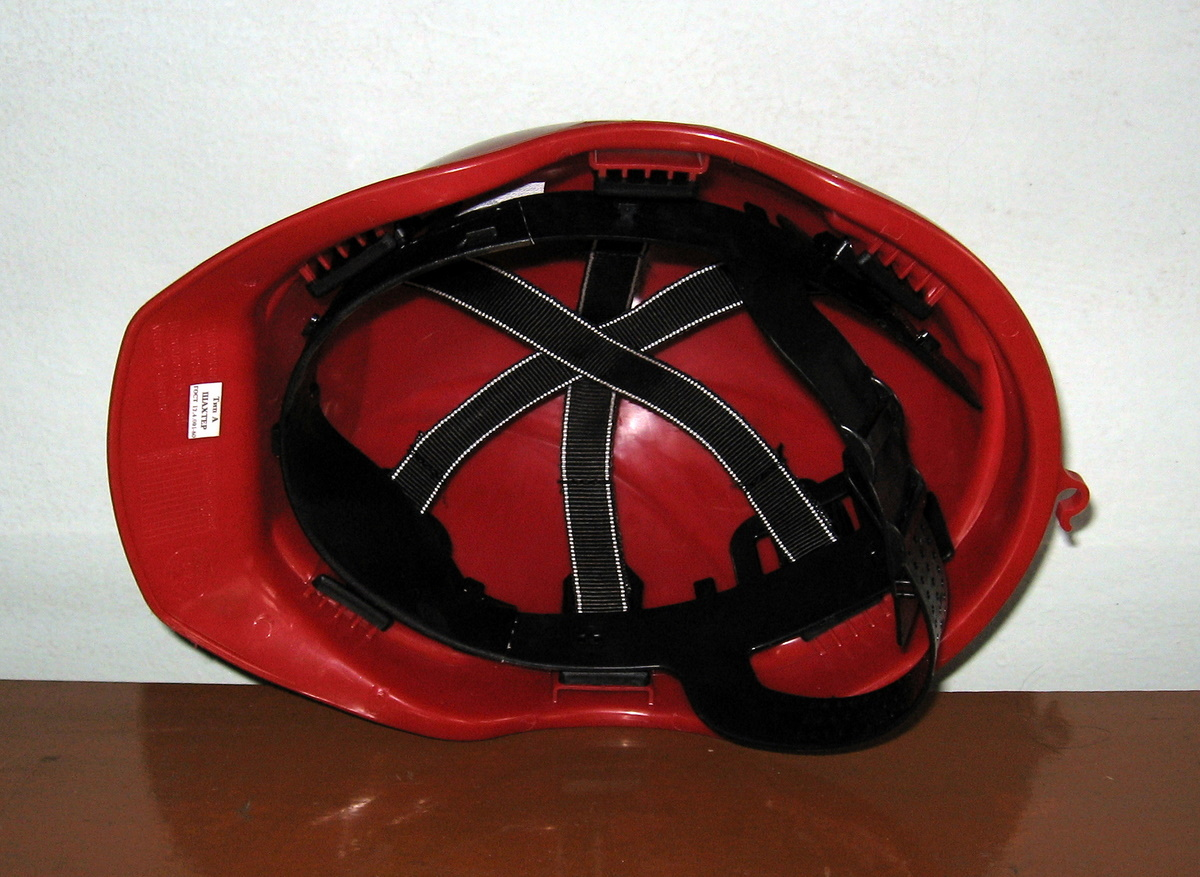
Le dessous d'un casque de sécurité avec harnais, constitué de trois parties : le tour de tête, le serre-nuque et la coiffe, et jugulaire.

Le casque de protection pour l’industrie, appelé aussi casque de sécurité ou casque de chantier, est un type de casque utilisé principalement sur les chantiers et autres zones de travail dangereuses pour protéger la tête du porteur contre les blessures occasionnées par la chute d’objets, les impacts avec d'autres objets, les débris mais aussi du mauvais temps, de la chaleur et des flammes ainsi que des chocs électriques. 
Un casque de protection est constitué d'une calotte généralement en PEHD ou en polyamide injecté, d'un harnais (ou en québécois « une suspension ») et parfois d'une jugulaire. Le harnais est la partie active du casque. En effet, elle sépare le casque du haut de la tête (environ 30 mm ~ 1.2 pouce) et répartit le poids du casque et  les effets des chocs sur toute la tête. Ainsi protégé, le crâne a moins de chance d'être endommagé par un impact. Cependant, afin d'accroitre le niveau de protection certains casques ont une arête qui court tout au long de la calotte. Ces arêtes améliorent significativement la structure du casque et donc sa résistance. 
Certains modèles sont équipés de protections auditives coulissantes.

## Histoire
C'est dans les chantiers navals qu'on a rencontré les premiers « casques ». En effet, les ouvriers se servaient de braie imprégné de goudron — utilisé pour étancher des bateaux — séchée au Soleil, pour se protéger la tête. Cette technique a été longtemps utilisée par les dockers afin de se protéger des objets tombés lors du chargement ou du déchargement des navires mais aussi venant des oiseaux qui lâcheraient des objets volés sur les docks après s'être rendu compte qu'ils étaient non comestibles.
Le professeur de management Peter Drucker a attribué l'invention du casque de protection moderne à l'écrivain Franz Kafka. Il travaillait pour l'Institution d'assurance pour les accidents des travailleurs du royaume de Bohême et était plus particulièrement chargé de la réduction des risques. Ce serait durant cette période qu'il aurait mis au point le casque de sécurité,,.

## Galerie d'images

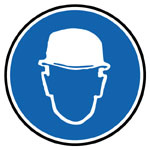
Pictogramme « Port du casque obligatoire ».
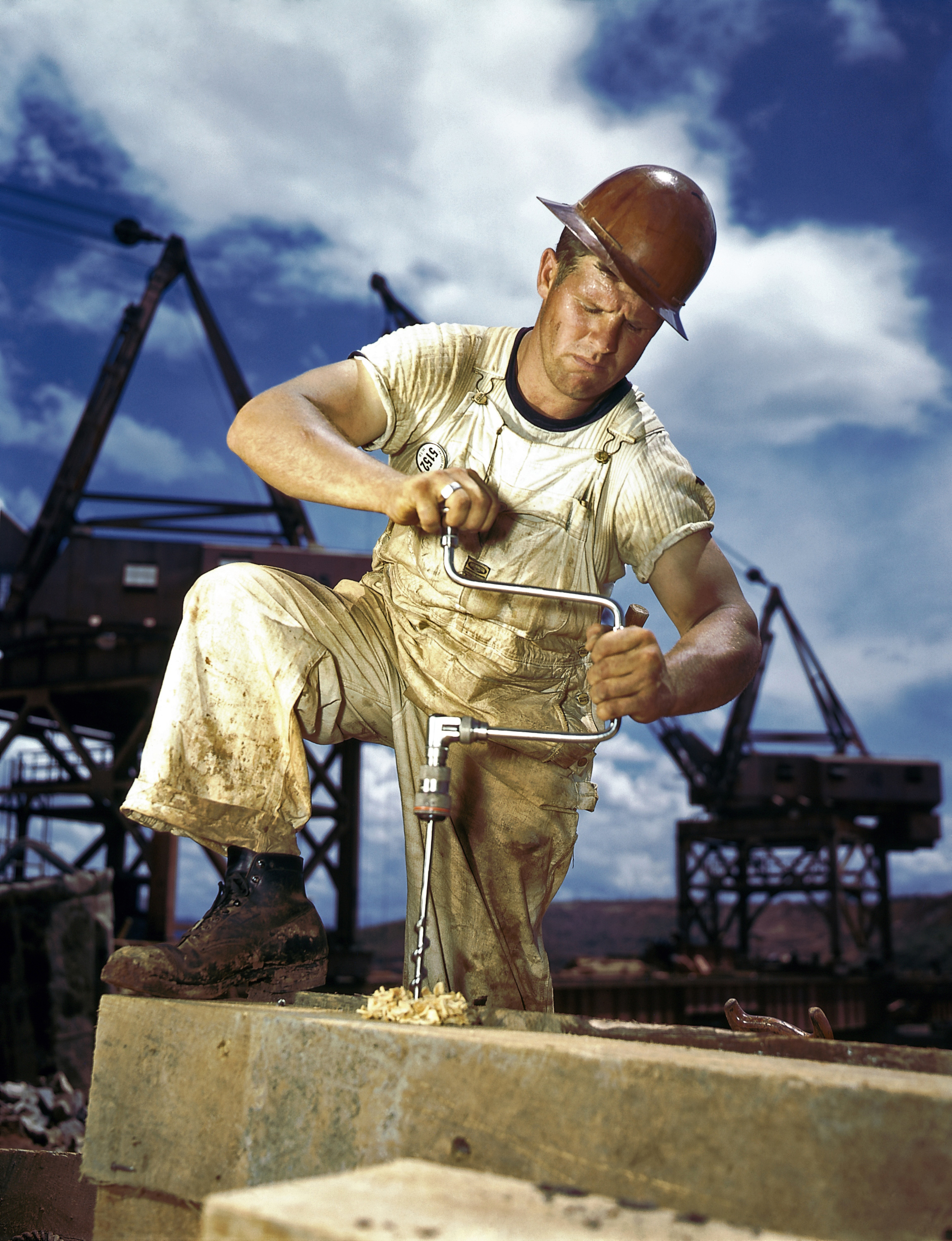
Ouvrier sur le chantier du barrage du Lac Douglas, 1942, États-Unis
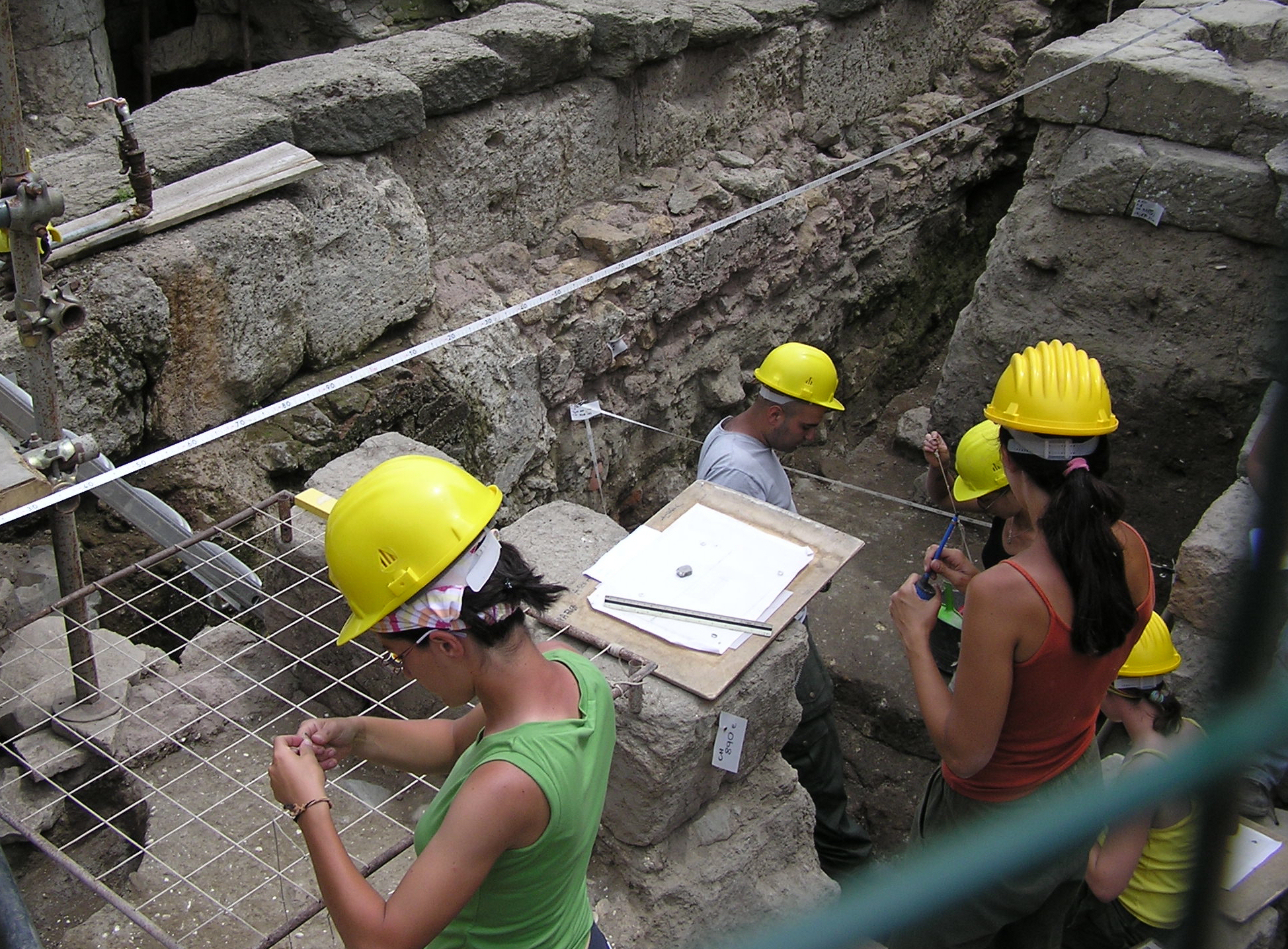
Une équipe d'archéologues qui fait des fouilles au milieu de ruines de la Rome antique, Italie.
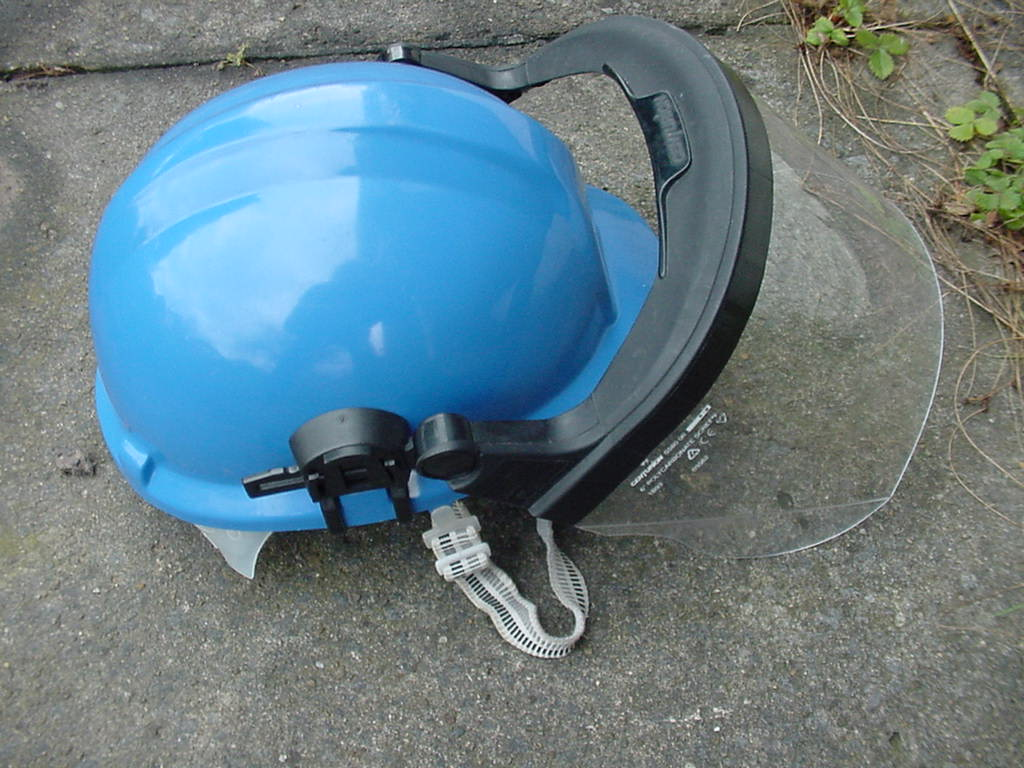
Casque avec une visière et une jugulaire
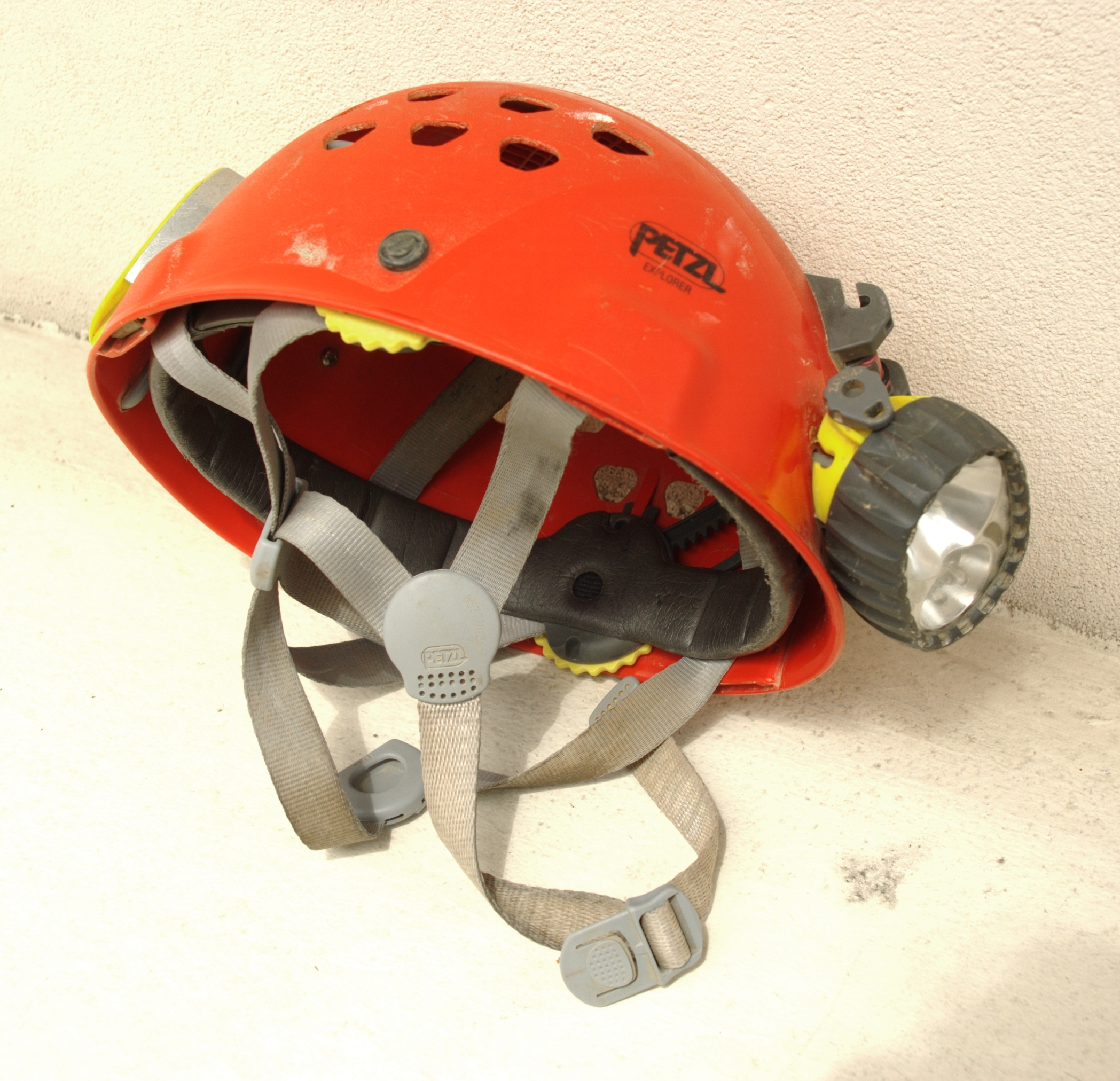
Casque de spéléologie avec une frontale pour l'éclairage
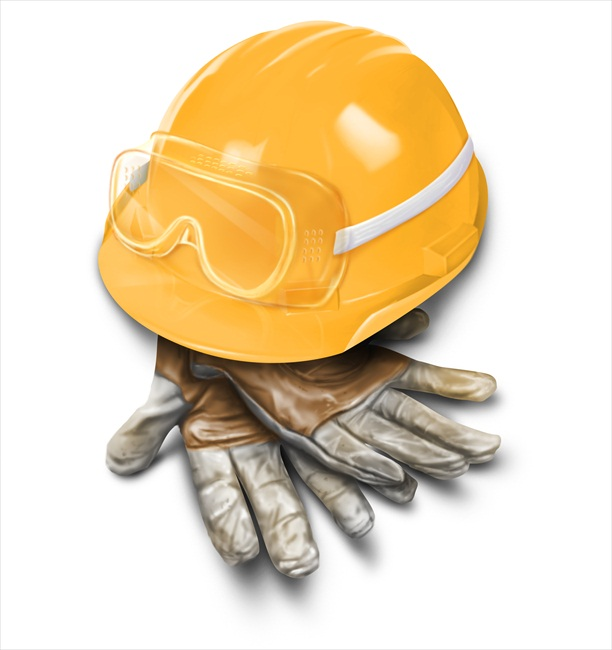
EPI (Équipement de Protection Individuel)